# Усенко Павло Матвійович
Павло́ Матві́йович Усе́нко (10 (23) січня 1902 або 23 січня 1902 , Плавещина, Полтавська губернія  — 4 серпня 1975 , Київ ) — український поет, журналіст, комсомольський діяч. Фундатор літературної організації «Молодняк». Писав у стилі соцреалізму.

## Життєпис

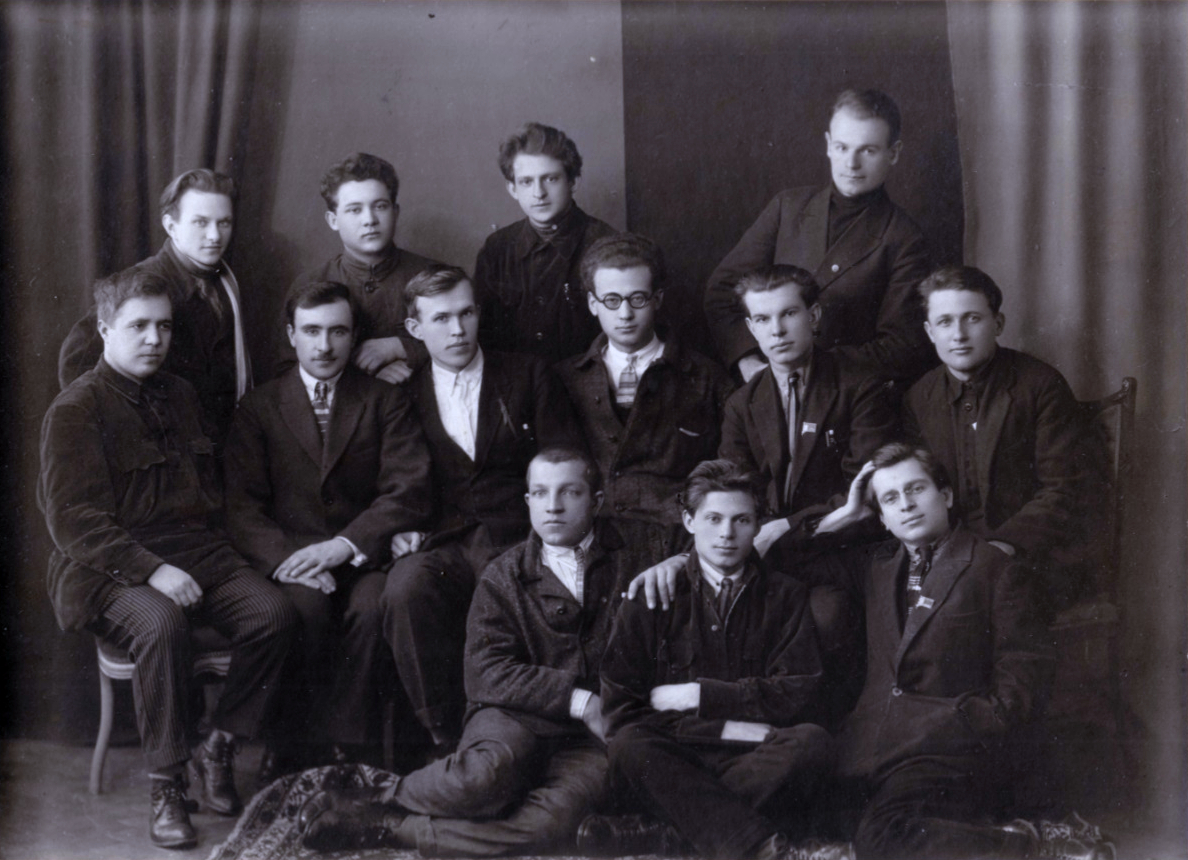
Літературна організація «Молодняк». 1927. Зліва направо: сидять унизу Олексій Кундзіч, Павло Усенко, Петро Голота; в середньому ряду Дмитро Гордієнко, Олесь Донченко, Терень Масенко, Леонід Первомайський, Іван Момот, Марко Кожушний; стоять угорі Іван Ковтун (Юрій Вухналь), Ярослав Гримайло, Борис Даніман (завідувач відділу друку ЦК ЛКСМУ і член редколегії журналу «Молодняк»), Володимир Кузьмич.

Народився 10 (23) січня 1902 року в селянській родині в селі Заочіпському Кобеляцького повіту, тепер зняте з обліку, територія Цибульківської сільської ради Царичанського району Дніпропетровської області. Після Жовтневого перевороту деякий час працював лектором-бібліотекарем у рідному Заочіпському, став членом сільського революційного комітету, потім — інструктором у відділі народної освіти в Кобеляках.
З 1923 року працював у Полтаві в губернському комітеті комсомолу, де він не тільки виконував функції комсомольського чиновника, а й працював у редакції газети «Червоний юнак». Тут він став одним з організаторів місцевої філії Спілки письменників «Плуг». На початку 1924 року спільно з редакцією газети «Червоний юнак» він переїхав до Харкова. Член ВКП(б) з 1925 року.
У 1926 році організував літературну організацію «Молодняк». На першому всеукраїнському з'їзді пролетарських письменників, який відбувся на початку 1927 року, його обрали до секретаріату Всеукраїнської спілки пролетарських письменників. У 1929–1931 роках навчався в Харківському інституті червоної професури.
Брав участь в німецько-радянській війні. Всю війну пройшов військовим кореспондентом. Брав участь у обороні Києва, Харкова, Сталінграда, боях за Україну та Східну Європу. На 1947—1948 роки — відповідальний редактор «Літературної газети» (тепер — «Літературна Україна»).

Могила Павла Усенка

Жив у Києві. Помер 4 серпня 1975 року. Похований на Байковому цвинтарі (ділянка № 1).

## Творчість
Друкуватися почав з 1922 року. Перша збірка типово комсомольської поезії «КСМ» (1925), як і низка наступних: «Поезії» (1932), «Лави ідуть КаеСеМові» (1933), «Лірика бою» (1934) тощо. За війни кілька збірок бойової тематики: «За Україну!» (1941), «Клянись!» (1942), «Весна», «З вогнищ боротьби» (1943); також низка повоєнних збірок у стилі соцреалізіму. «Твори», І—II (1963 і 1972).

### Видання
- Усенко П. Шість: поема / Павло Усенко. — Київ: Держ. літ. вид-во, 1940. — 198, 2 с. : іл.
- Усенко П. Лави ідуть каесемові: поезії / Павло Усенко. — Б. м.: Рад. літ., 1933. — 31, 1 с. — (Бібліотека радянської літератури ; № 14).
- Усенко П. Поезії / Павло Усенко. — Київ: Молодий більшовик, 1936. — 299, 8 с. : іл., 3 арк. іл.

## Відзнаки
Нагороджений орденом Леніна, сімома іншими орденами, медалями. Лауреат Премії Ленінського комсомолу України імені Миколи Островського за 1967 рік.

## Родина
Син — Віктор Павлович Усенко (нар. 1934), вчений-геолог

## Вшанування пам'яті

Меморіальна дошка

У 1978 році у Києві, на будинку письменників Роліті по вулиці Леніна (тепер Богдана Хмельницького), 68, де мешкав поет у 1935–1975 роках, йому встановлено бронзову пам'ятну дошку (скульптор Н. М. Дерегус, архітектор В. М. Яценко).
На честь Павла Усенка в 1976 році названо вулицю у (на той час Дарницькому районі) Дніпровському районі Києва.
ЦК ЛКСМУ і видавництво «Молодь» в 1976 році встановило премію імені Павла Усенка за найкращі художні твори на комсомольську тематику.